# Declive

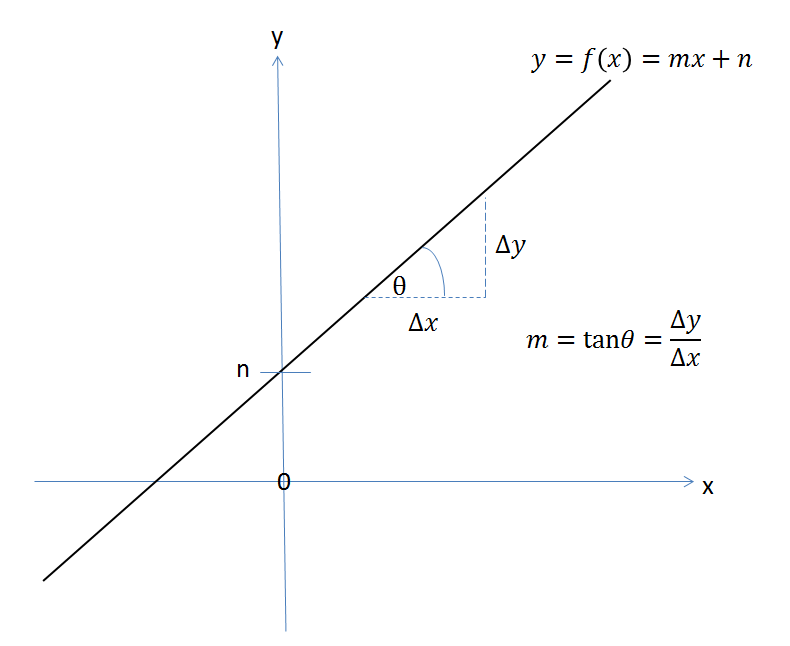
Gráfico de uma função do primeiro grau, caracterizado por uma reta. O coeficiente angular da reta é geralmente representado pela letra "m".

Em matemática, o declive, também chamado de coeficiente angular, é a medida relacionada à inclinação de uma reta face ao eixo horizontal. Coincide numericamente com a tangente do ângulo de inclinação, formado entre a reta e esse eixo. Dada uma reta representada por {\displaystyle y=mx+n}, diz-se que {\displaystyle m} representa o seu declive.

## Condições
É possível determinar o comportamento da reta {\displaystyle y=f(x)} nas seguintes condições:
- Se {\displaystyle m>0}, a reta é dita crescente, pois {\displaystyle \lim _{x\rightarrow +\infty }f(x)=+\infty }.
- Se {\displaystyle m<0}, a reta é dita decrescente, pois conforme {\displaystyle \lim _{x\rightarrow +\infty }f(x)=-\infty }.
- Se {\displaystyle m=0}, a inclinação é nula em relação ao eixo horizontal e a função que a reta representa é dita constante, pois {\displaystyle \lim _{x\rightarrow +\infty }f(x)=k}, onde {\displaystyle k} é uma constante real.

No caso em que {\displaystyle m=\tan {\Bigl (}{\frac {\pi }{2}}{\Bigl )}}, temos uma reta vertical, definida como {\displaystyle x=k}, onde {\displaystyle k} é uma constante real.

## Definição
Seja {\displaystyle \theta } um ângulo arbitrário formado entre a reta {\displaystyle y=mx+n} e o eixo das abscissas e {\displaystyle (x_{0},\ y_{0})} e {\displaystyle (x,\ y)} dois pontos pertencentes à essa reta, o coeficiente angular {\displaystyle m} é definido como:
{\displaystyle m=\tan \theta ={\frac {y-y_{0}}{x-x_{0}}}={\frac {\Delta y}{\Delta x}}}

## Declive de uma curva

A derivada da função em um ponto arbitrário define o declive da reta tangente àquele ponto.

Dada a curva {\displaystyle \mathrm {C} :y=f(x)}, seu declive no ponto {\displaystyle (x,\ f(x))} é dado pela derivada {\displaystyle f'(x)}, i.e. a inclinação da reta tangente no ponto considerado.

## Equação fundamental da reta
A equação fundamental da reta é uma das três formas básicas da equação do primeiro grau (junto à equação reduzida e equação geral). Essa forma permite o cálculo de qualquer ponto {\displaystyle (x,\ y)} da reta apenas sabendo seu coeficiente angular e um ponto {\displaystyle (x_{0},\ y_{0})} definido. É obtida a partir da definição do coeficiente angular:
{\displaystyle m={\frac {y-y_{0}}{x-x_{0}}}}
Multiplicando ambos os lados por {\displaystyle (x-x_{0})}, obtemos a equação fundamental da reta:
{\displaystyle y-y_{0}=m(x-x_{0})}